# Петар Трифунович
Петар Трифунович (серб. Петар Трифуновић, 31 серпня 1910, Дубровник — 8 грудня 1980, Белград) — югославський шахіст; міжнародний гросмейстер (1953). Редактор журналу «Шаховски преглед» (1938—1940). Доктор права. 5-разовий чемпіон Югославії: 1945, 1946, 1947 (зі С. Глігоричем), 1952 і 1961.

## Життєпис і діяльність
У шахи навчився грати в 16 років. 1931 року на турнірі в Баня-Луці посів 1-ше місце (виконав норму національного майстра). Успішно виступав у довоєнних чемпіонатах Югославії: 1935 — 3-тє, 1936 — 2-ге місця.
Після закінчення Другої світової війни став одним із лідерів югославських шахів. За ретроспективною базою даних Chessmetrics входив до 20 найсильніших гравців світу в 1946-1950 роках. 1949 року зіграв унічию матч з Міґелем Найдорфом (6:6). 5-разовий чемпіон країни: 1945, 1946, 1947 (зі Светозаром Глігоричем), 1952 і 1961. У складі збірної Югославії брав участь у 7 шахових олімпіадах (1935, 1937, 1950, 1952, 1954, 1958, 1962), зокрема 1950 року здобув золоту медаль і показав найкращий індивідуальний результат на 3-й шахівниці (+8 -1 =4; 76,9%), а також був бронзовим призером 1952 і 1954, та срібним призером 1958 і 1962 років. Учасник зонального турніру ФІДЕ — Гілверсум (1946) — 2-3-тє місця, звідки потрапив до міжзонального турніру в Сальтшебадені (1948), посівши там 10-те місце. Учасник зонального турніру у Вагенінгені (1957) — 6-7-те місця.
Найкращі результати на міжнародних турнірах: Нові-Сад (1936) — 2-ге місце; Злін (1945) — 1-ше; Прага (1946) — 2-3-тє; Ліма (1950) — 1-ше; Велика Британія (турнір пам'яті Стаунтона; 1951) — 2-4-те; Мар-дель-Плата (1952 і 1953) — 3-4-е і 4-е; Ріо-де-Жанейро (1952) — 2-3-е; Монтевідео (1953) і Ріо-де-Жанейро (1953) — 2-е; Белград (1954) — 3-тє; Сараєво (1959, 1960 і 1962) — 1-2-ге, 4-те та 3-4-те; Маріанські Лазні (1960) — 3-тє; Нетанья (1961) — 1-3-тє; Бевервейк (1962) — 1-ше; Нордвейк-ан-Зеє (1965) — 2-ге; Амстердам (1965) — 4-те місця. Триразовий віце-чемпіон Європи (1957, 1961 і 1965) в складі збірної Югославії.
Розробив продовження та варіанти в іспанській партії, захисті Алехіна та слов'янському захисті, які отримали назву на його честь.